# Gal of Constant Sorrow
Gal of Constant Sorrow (titulado en Hispanoamérica como La mujer que moría de tristeza y en España como La mujer del perpetuo engorro) es el decimocuarto episodio de la vigesimoséptima temporada de la serie animada Los Simpson y el número 588 de la serie, emitido originalmente el 21 de febrero de 2016 en EE. UU.. El episodio fue escrito por Carolyn Omine y dirigido por Matthew Nastuk.

## Sinopsis
Durante el desayuno, Marge descubre que una loseta está suelta en el piso, y menciona que va a a tener que llamar a un albañil. Homer percibe la indirecta de que él no es práctico y decide sustituir el loseta él mismo. Tuvo éxito con la ayuda de un tutorial en línea, pero pronto se da cuenta de que el gato de la familia, Snowball II, quedó atrapado dentro del piso.
Mientras tanto, Bart está participando de una carrera de trineos en una colina, pero Milhouse lo hace desacelerar porque está asustado. Bart llama a Milhouse, pero pierde el control del trineo y golpea el carrito de compras de una mujer sin hogar llamada Hettie, tirando todas sus cosas en un río congelado. Sintiéndose culpable, él invita a Hettie a la casa de los Simpson.
Hettie, estando demasiado cómoda en el armario de Bart, Dunedin darle un dólar por día como si fuera una especie de alquiler. Lisa pronto se da cuenta de los sospechosos ingresos de Bart, y descubre su plan, pero Bart la convence de no decir nada a Marge, porque si lo hacía, Hettie quedaría afuera de la casa. Ambos descubren el increíble talento de Hettie en la música, por lo que Lisa la invita a permanecer en su armario. Durante las grabaciones de una de sus canciones, Bart advierte a Lisa que no debería estar haciendo eso, porque si Hettie la deja, Lisa no sería capaz de hacer frente a sus emociones.
Mientras tanto, Homer logra liberar al gato de las paredes, pero el Santa's Little Helper queda atrapado dentro. Más tarde, Lisa le muestra la canción al Sr. Largo, al Alcalde Quimby y a Krusty el payaso, donde se las arregla para organizar un concierto y una entrevista de NPR para Hettie. Sin embargo, durante la entrevista, Hettie revela que ella es una adicta a las drogas. Lisa se sorprende cuando descubre que Hettie también podría ser muy violenta hasta el punto de llegar a disparar a alguien (y posiblemente a sus padres) en el rostro.
Más tarde, Bart y Lisa hablan de Hettie con Marge, pero Homer interrumpe la conversación al caer a través del techo tratando de rescatar al Ayudante de Santa. Marge cuenta que ella ya lo había rescatado. También le dijo a Homer sobre Hettie, pero Hettie había desaparecido de su concierto en treinta minutos. Homer y Bart logran encontrar a Hettie en la granja de Cletus Spuckler, mientras que Lisa distraía a la audiencia del concierto tocando su saxofón.
Después de una conversación y de casi recibir un disparo en la cara, Homer logró llevar a Hettie a su concierto, pero Lisa no pudo entretener al público, por lo que el lugar estaba casi vacío. Hettie tenía el corazón roto por Lisa, por lo que decidió cantar una última canción dedicada a Lisa, que decidió perdonarla.
Durante los créditos, se muestra a Hettie tocando en una clínica de rehabilitación donde los internos escapan a la taberna de Moe a través de un túnel secreto.

## Recepción
En su emisión original, Gal of Constant Sorrow obtuvo una rating de 1.4 y fue visto por 3.10 millones de televidentes, por lo que fue el programa más visto de Fox esa noche.
Dennis Perkins de The A.V. Club dio al episodio una B+ diciendo: «Para todos los que se quejan de Los Simpson mas tiempo de lo debido, no se necesita mucho para que el show vuelva a ganar la confianza y afecto de los televidentes. Los personajes y las piezas están en su lugar, a la espera de la melodía correcta para comenzar a moverse en una semblanza de su antigua armonía hilarante. Para el segundo episodio de esta temporada, el escritor acreditado Carolyn Omine lanza su guión con una destreza y una comprensión de los Simpson que hace que un episodio sea bastante cantado. Por supuesto, ayuda a que haya un poco de canto real».